# 13 век
13 век започва на 1 януари 1201 г. и свършва на 31 декември 1300 г.

## Събития
- 1202 г. – Френският крал Филип II провежда съдебен процес, на който „отнема“ от английския крал Джон (оттам наречен Безземни) всичките му владения във Франция. Това е повод за нова англо-френска война.

- 1202 – 1204 г. – Четвърти кръстоносен поход начело с Бонифацио от Монферат и Балдуин Фландърски. Оклонявайки се от първоначалната си цел – Египет, те нападат Византия.
- 1204 г. – Кръстоносците от Четвъртия поход превземат Константинопол и унищожават Византия. На мястото ѝ създават Латинската империя, а византийците създават три малки държави – Никейската империя, Епирското деспотство и Трапезундската империя.
- 1204 – 1205 г. – Като един от важните участници в четвъртия кръстоносен поход Венеция получава множество егейски и адриатически острови и бази по бреговете, с което създава своята империя в източното Средиземноморие.
- 1205 г. – Рицарите от Латинската империя нападат България. Разгромени са от цар Калоян в битката при Одрин, където латинският император Балдуин Фландърски е пленен.
- 1206 г. – Започва експанзията на монголите, начело с Чингис хан, който е избран от курултая за Велик хан.
- 1209 – 1229 г. – Албигойските войни. Албигойството е еретично учение в южна Франция, което предизвиква реакция от страна на френските барони.

- 1211 г. – Начало на строежа на катедралата в Реймс.
- 1212 г. – Решителната победа на християните срещу маврите в Испания при Лас Навас де Толоса. Оттук нататък отвоюването на целия полуостров е въпрос на време.
- 1214 г. – Битката при Бувине – Филип II разбива англичаните и подписва с тях договора в Шинон, с който почти цяла Франция на север от Лоара става негово владение.
- 1215 г. – в Рим под егидата на папа Инокентий III се провежда 4-тият екуменейски латерански събор, който забранява създаването на нови ордени.
- 1215 г. – В Англия под натиска на бароните крал Джон подписва Великата харта на свободите, считана за първия документ, отнасящ се към правата на човека.
- 1216 г. – Създаване на Доминиканския орден.
- 1218 г. – Основан е университетът в испанския град Саламанка.
- 1219 – 1225 г. – войни между монголите и империята Хорезъм, която в крайна сметка е унищожена.
- 1222 г. – Унгарският крал Ендре II (Андраш II) издава своята „Златна була“, с която гарантира правата на унгарската аристокрация.
- 1223 г. – папа Хонорий III благославя създадения наскоро Францискански орден.
- 1223 г. – Монголите (татарите) начело с Чингиз хан разгромяват руските армии при река Калка. Те не успяват да се възползват от победата.

- 1224 г. – Епирският деспот Теодор Комнин превзема Солун и се провъзгласява за император.
- 1224 – 1226 г. – Луи VIII отнема от англичаните Поату и Сентонж и покорява Авиньон и Лангедок.
- 1227 г. – Датският крал Валдемар II е разбит от северогерманските принцове в битката при Борнхьовед. Това събитие пречупва датската експанзионистична политика.
- 1229 г. – Германският император Фридрих II превзема отново Йерусалим, Витлеем и Назарет.
- 1229 г. – основан е университетът в Кеймбридж.
- 1229 – 1235 г. – В хода на Реконкистата са отвоювани Балеарските острови, които стават част от короната на Арагон.
- 1230 г. – Мирен договор между Фридрих II Хоенщауфен и папата – цялата първа половина на века преминава в борби между тях.
- 1230 г. – Битката при Клокотница – българският цар Иван Асен II побеждава епирската армия и почти унищожава Епирското деспотство.
- 1234 г. – завладяване на северен Китай от монголите.
- 1235 г. – България приема отново православната религия, след като от 1204 официално е в уния с Рим.
- 1236 г. – Окончателното превземане на Кордоба от кастилците.
- 1240 г. – Новгородският княз Александър Невски разбива шведите при река Нева, откъдето идва и прозвището му.
- 1240 – 1241 г. – Монголите начело с внука на Чингиз хан Бату превземат Киев и нахлуват в Европа, разгромявайки поляците, унгарците и германците. Само смъртта на Великия хан Угедей ги принуждава да се върнат на изток.

- 1242 г. – Александър Невски побеждава тевтонските рицари върху леда на Чудското езеро и спира тяхното настъпление срещу Русия.
- 1242 г. – Бату (Батий) създава Златната орда – монголо-татарска държава в южноруските степи със столица Сарай.
- 1244 г. – Окончателна загуба на Йерусалим от християните.
- 1245 г. – налагане на татарската власт над цяла южна Русия, която продължава до 15 век.
- 1248 – 1254 – Кръстоносен поход на френския крал Луи IX срещу Египет – превзема крепостта Дамиета (1249 г.).
- 1253 – 1278 г. – апогей в развитието на средновековна Чехия при управлението на Пшемисъл-Отокар II. Той присъединява Австрия (1251), Щирия (1261) и редица други области между Унгария и Германия.
- 1258 г. – Монголите нахлуват в Арабския халифат и свалят последния представител на династията на Абасидите.
- 1258 – 1265 г. – Въстание на Бароните в Англия, начело с граф Симон дьо Монфор. Крал Хенри III е принуден да подпише през 1259 г. т. нар. Гаранции от Оксфорд, с които дава право на бароните да участват в управлението и да контролират монарха. В крайна сметка въстанието е победено и гаранциите са отменени.
- 1259 г. – Договор в Париж, с който англичаните още веднъж се отказват от всичките си владения в Северна Франция.
- 1260 г. – Монголската атака срещу Египет е отблъсната от силната местна династия на Мамелюките.
- 1261 г. – Никейският император Михаил VIII превзема обратно Константинопол и възстановява Византия.
- 1261 г. – Норвежците превръщат Гренландия в свое владение, а през 1264 г. – и Исландия.
- 1265 г. – Свикване на първия английски парламент.
- 1266 г. – Папата предава Сицилия на френския принц Шарл д'Анжу, който побеждава Хоенщауфените при Беневенто в Италия – начало на края на тяхната мощ. Той завладява Кралството на Двете Сицилии.
- 1273 г. – Пшемисъл-Отокар II е победен от Рудолф Хабсбург на изборите за император. В разразилата се война между тях чешкият крал най-неочаквано е разгромен в битката при Мархфелд (1278), където самият той загива.
- 1274 и 1281 г. – Две неуспешни монголски атаки срещу Япония.
- 1276 г. – Създаване на Московското княжество, което по-късно ще обедини Русия.
- 1282 г. – „Силианската вечерня“ – мощно въстание срещу французите в Месина. Те са прогонени и Сицилия става владение а арагонския крал Педро I.
- 1284 г. – Окончателно присъединяване на Уелс към Англия. Оттогава английският престолонаследник носи титлата „Принц на Уелс“.
- 1291 г. – Акра, последната твърдина на християните в Близкия изток, е превзета от Мамелюките.
- 1291 г. – Трите швейцарски кантона Ури, Швиц и Унтервалден сключват „Вечен съюз за защита на нашите свободи“ – начало на Швейцарската конфедерация.

## Владетели и династии
Византия Династия на Ангелите: Алексий III (1195 – 1203), Алексий IV (1203 – 1204); Династия Ласкарис в Никея: Теодор I (1208 – 1222), Йоан III Дука Ватаци (1222 – 1254), Теодор II (1254 – 1258), Йоан IV (1258 – 1261); Династия Палеолог: Михаил VIII (1259 – 1282), Андроник II (1282 – 1321).
България Династия на Асеневци: Калоян (1197 – 1207), Борил (1207 – 1218), Иван Асен II (1218 – 1241), Коломан I Асен (1241 – 1246), Михаил II Асен (1246 – 1256), Константин Асен (1257 – 1277), Ивайло (1277 – 1280); Династия Тертер: Георги I Тертер (1280 – 1292), Смилец (1292 – 1298), Чака (1299 – 1300).
Сърбия Династия на Неманичите: Стефан Първовенчани (1196 – 1228), Стефан Радослав (1228 – 1234), Стефан Владислав (1234 – 1243), Стефан Урош I (1243 – 1276), Стефан Драгутин (1276 – 1282), Стефан Милутин (1282 – 1321).
Франция Династия Капетинги: Филип II – Август (1180 – 1223), Луи VIII (1223 – 1226), Луи IX Свети (1226 – 1270), Филип III (1270 – 1285), Филип IV Хубави (1285 – 1314).
Англия Династия Плантагенет: Джон (1199 – 1216), Хенри III (1216 – 1272), Едуард I (1272 – 1307).
Свещена Римска империя Династия Хоенщауфен: Филип Швабски (1198 – 1208), Фридрих II (1212 – 1250), Конрад IV (1250 – 1254); междуособици (1254 – 1273); Рудолф I Хабсбург (1273 – 1291); Адолф Насау (1292 – 1298); Албрехт I Хабсбург (1298 – 1308).
Кастилия Бургундска династия: Алфонсо VIII (1158 – 1214), Енрике I (1214 – 1217), Фернандо III, (1217 – 1252), Алфонсо X (1252 – 1284), Санчо IV (1284 – 1295), Фернандо IV (1295 – 1312).
Португалия Бургундска династия: Саншу I (1185 – 1211), Афонсу II (1211 – 1223), Саншу II (1223 – 1248), Афонсу III (1248 – 1279), Диниш (1279 – 1325).
Латинска империя Фландърска династия: Балдуин Фландърски (1204 – 1205), Анри (1206 – 1216); Династия Куртене: Пиер (1217), Йоланда (1217 – 1219), Робер (1219 – 1228), Йоан дьо Бриен (1228 – 1237), Балдуин II (1237 – 1261).
Монголска империя Чингизиди: Чингиз хан (1206 – 1227), Угедей (1229 – 1241).